# 鐵道建設、運輸設施整備支援機構
獨立行政法人鐵道建設・運輸設施整備支援機構，常簡稱為鐵道、運輸機構，或使用英語縮寫「JRTT」，是日本國土交通省轄下的獨立行政法人機構，為承繼日本鐵道建設公團與運輸設施整備事業團之業務而在2003年10月1日設立，總部設於橫濱。

## 概要
鐵道建設、運輸設施整備支援機構主要是從事鐵道建設之相關業務，其目的是為了協助促進鐵道運輸業者、海運業者等之運輸設施整備，並整體有效率的進行其他相關支援業務，建立以大型運輸機關為基幹之運輸體系，以有效對應國民高度化、多樣化之運輸需求，維持並增進地區發展與大都市機能，從事運輸技術相關之基礎研究，促進陸地運輸、海上運輸及航空運輸之效率化，進一步確保國民經濟之健全發展，提升國民生活水準（《獨立行政法人鐵道建設・運輸設施整備支援機構法》第三條）。
做為政府特殊法人改革的一環，首先將1966年12月設立之船舶整備公團與1991年10月設立之鐵道整備基金於1997年10月整合為運輸設施整備事業團，再與1964年3月設立之日本鐵道建設公團於2003年10月1日整合成鐵道建設、運輸設施整備支援機構，是一個將從事鐵道交通、海上交通相關事業之三個特殊法人統合起來的機構。
除了在橫濱市設有本社之外，東京都與大阪府還設有鐵道建設本部之支社，其他還有進行北海道、東北、北陸、九州等新線建設之事務所（建設局）、工事區間（工務段）、整備新幹線未施工區間之現地據點等，此外在埼玉縣與大阪府還設有國鐵清算事業相關的支社。
機構主要的工作有以整備新幹線與都市鐵道為中心的鐵道建設、各鐵道事業者實施的鐵道整備事業之助成、推進船舶的整備而進行的船舶共有建造事業、電氣推進船的研究開發、國鐵用地處分等國鐵清算業務以及支援運輸分野之基礎研究。
設立時為東日本旅客鐵道以外其他JR各社的股東，2004年3月將西日本旅客鐵道的股份全部出售，2006年4月出售東海旅客鐵道全部持股，2016年10月出售九州旅客鐵道全部持股，因此現在為北海道旅客鐵道、四國旅客鐵道及日本貨物鐵道的全資股東。

## 組織
本社
- 橫濱市中區本町六丁目50番地1 橫濱Island Tower（日语：横浜アイランドタワー）19-27樓

地方機関
- 東京支社：東京都港區芝公園二丁目4番1號 芝公園大廈B館
  - 神奈川東部方面線，地形、地質等相關調査與電氣、機械相關設計施工
  - 北陸新幹線（上越妙高站以東的區間）
- 大阪支社：大阪市淀川區宮原三丁目5番36號 新大阪Trust Tower
  - 北陸新幹線（上越妙高站以西的區間）、越前鐵道、軌距可變列車等相關調查
- 北海道新幹線建設局：札幌市中央區北2條西1丁目1番地 MARUITO札幌大廈
- 九州新幹線建設局：福岡市博多區祇園町2番1號 NBF博多祇園大廈
- 青森工事事務所：青森縣青森市新町二丁目2番4號 青森新町二丁目大廈
- 關東甲信工事局：橫濱市港北區新横浜二丁目5番地11 金子第1大廈

### 職員
- 理事長(1)
- 副理事長(1)
- 理事(8)（含理事長代理(1)）
- 監事(3)
- 組織
  - 統括役
  - 審議役
  - 監査部（內部監査）
  - 總務部（總務、廣報、人事管理等）
  - 國際、企劃部（中期計劃等、海外技術合作、地域公共交通協助、鐵道設施綜合協助）
  - 經理資金部（財務、出納等）
  - 事業監理部（鐵道設施建設事業費、事業計畫、工程契約）
  - 設施管理部（鐵道設施貸款管理、轉讓債權管理）
  - 鐵道助成部（鐵道設施補助金撥款、新幹線轉讓款項管理、融資）
  - 技術企劃部（鐵道設施建設技術企劃、安全衛生、路線調査、運輸計畫、計算基準）
  - 設計部（鐵道土木設計基準）
  - 用地部（鐵道用地土地取得、用地補償）
  - 電気部（鐵道電氣技術企劃、設計基準）
  - 設備部（軌道、機械、建築技術企劃、設計基準）
  - 新幹線部（整備新幹線事業、青函隧道改建事業）
  - 工務部（都市便利增進事業、民營鐵道線事業、受託事業）
  - 建設部（中央新幹線受託事業）
  - 共有船舶企劃管理部（共有船舶企劃、共有船舶管理、貸款）
  - 共有船舶建造支援部（共有船舶技術企劃、建造支援）
  - 國鐵清算事業管理部（特例業務管理）
  - 國鐵清算事業用地部（舊國鐵用地管理、出售）
  - 經營自立支援推進、財務部（特定帳戶的財務會計、出納等、二島貨物會社的經營支援）
  - 共濟業務室（舊國鐵職員年金給付）
  - 地方機關 : 2支社 2建設局 1工事事務所 1工事局（鐵道設施建設、計畫路線調査、貸款維持管理）

## 沿革
2002年12月18日，《獨立行政法人鐵道建設、運輸設施整備支援機構法》（平成14年法律第180號，以下簡稱「法律」）公布，決定設立機構。
2003年10月1日，獨立行政法人鐵道建設、運輸設施整備支援機構成立，日本鐵道建設公團與運輸設施整備事業團解散。
前身日本鐵道建設公團進行的鐵道建設工程由機構鐵道建設本部接手，之後完成橫濱高速鐵道港未來線、九州新幹線（新八代 - 鹿兒島中央）等工程。2005年開始北海道新幹線、2006年開始北陸新幹線（富山 - 金澤間）建設工程。除了既有事業，也接受自治體等委託進行調查業務與建設業務，以及中央新幹線工程等，展現了政府機關的技術力與知識。
機構前身的運輸設施整備事業團所進行的高速船techno super liner1號船「SUPER LINER OGASAWARA」於2004年11月13日在岡山縣玉野市三井造船玉野事業所下水。原先預定航行小笠原航線，然而燃料費高漲失去國家與東京都補助後放棄。之後，持有船隻的Techno Seaways宣告破產，船遭解體。
2006年1月27日，機構研究的電氣推進船「Super Eco Ship」 (SES) 第1船並投入於JR西日本的宮島連絡船（現在由JR西日本宮島渡輪運行）的「宮島丸」竣工。
國鐵清算事業本部處理的資產處分，2004年3月12日完成JR西日本、2006年4月10日完成JR東海的全部股份出售，兩公司完全民營化。2016年10月25日，出清JR九州全部股分，剩下持有JR北海道、JR四國、JR貨物的股分。而由國鐵與東京都共同出資的帝都高速度交通營團則在國鐵民營化時由國鐵清算事業團接手。
2008年4月1日開始至2012年度為止的第2中期計畫。包含了整備新幹線的剩餘區間，以及相模鐵道與JR東日本、東急電鐵（東急）直通的神奈川東部方面線、京成成田機場線等。
2015年8月26日開始新增地域公共交通的出資、融資業務。包含了宇都宮LRT事業、東京都中央區與江東區間的BRT事業等。
2016年11月，為了加速中央新幹線整備而增加融資業務。2016、2017年度對中央新幹線建設主體東海旅客鐵道實施總計3兆日圓的融資。

### 年表
- 2002年（平成14年）12月18日 - 《獨立行政法人鐵道建設、運輸設施整備支援機構法》公布
- 2003年（平成15年）
  - 10月1日 - 法律施行，成立獨立行政法人鐵道建設、運輸設施整備支援機構，日本鐵道建設公團、運輸設施整備事業團解散
  - 12月13日 - 名古屋市交通局名城線砂田橋 - 名古屋大學通車
- 2004年（平成16年）
  - 2月1日 - 橫濱高速鐵道港未來線通車
  - 3月12日 - 第2次出售JR西日本股份（完全民營化）
  - 3月13日 - 九州新幹線新八代 - 鹿兒島中央通車
  - 8月23日 - 軌距可變列車開始在山陽新幹線新山口 - 新下關試驗
  - 10月6日 - 名古屋市交通局名城線名古屋大學 - 新瑞橋間開業、名古屋臨海鐵道西名古屋港線（青波線）通車
  - 11月13日 - techno super liner1號船「SUPER LINER OGASAWARA」下水
  - 11月26日 - 京都市交通局東西線六地藏 - 醍醐通車
  - 12月1日 - 東京單軌電車羽田線羽田機場第2大樓站啟用
- 2005年（平成17年）
  - 1月29日 - 名古屋鐵道機場線通車
  - 2月3日 - 福岡市交通局七隈線通車
  - 5月22日 - 北海道新幹線新青森 - 新函館動工式
  - 6月4日 - 北陸新幹線長野 - 金澤動工式
  - 8月24日 - 首都圈新都市鐵道筑波快線通車
- 2006年（平成18年）
  - 1月27日 - Super Eco Ship第1號船「宮島丸（日语：みやじま丸）」竣工
  - 2月4日 - 京成成田機場線（成田Sky Access線）動工式
  - 4月10日 - 第3次出售JR東海股份（完全民營化）
  - 4月29日 - 富山輕軌富山輕軌通車
  - 12月24日 - 大阪市交通局今里筋線通車
- 2007年（平成19年）
  - 2月5日 - 仙台市交通局東西線動工式。
  - 3月18日 - 仙台機場鐵道仙台機場線通車
- 2008年（平成20年）
  - 3月15日 - JR西日本大阪東線通車
  - 3月30日 - 橫濱市交通局綠線通車
  - 3月31日 - 廢止國鐵清算事業本部制
  - 4月1日 - 2012年度以前為對象的第2期中期計畫開始
  - 4月28日 - 九州新幹線西九州路線武雄溫泉 - 諫早動工式
  - 6月14日 - 東京地下鐵副都心線通車
- 2010年（平成22年）
  - 3月25日 - 相模鐵道、JR直通線動工式
  - 4月27日 - 判定國鐵清算業務於2008年度決算時的1兆3500億日圓盈餘需繳納國庫
  - 7月17日 - 京成成田機場線（成田Sky Access線）通車
  - 12月4日 - 東北新幹線八戶 - 新青森通車
  - 12月24日 - 菅直人改造內閣2011年（平成23年）度預算案將留存收益中的1兆2000億日元納入財源[4]
- 2011年（平成23年）
  - 3月12日 - 九州新幹線博多 - 新八代通車
- 2012年（平成24年）
  - 6月29日 - 北海道新幹線新函館 - 札幌間、北陸新幹線金澤 - 敦賀間、九州新幹線武雄溫泉 - 長崎間取得動工許可
- 2013年（平成25年）
  - 3月23日 - 小田急小田原線東北澤 - 世田谷代田間地下化通車
  - 4月1日 - 2017年度以前為對象的第3期中期計畫開始
- 2014年（平成26年）
  - 4月5日 - 三陸鐵道南谷灣線全線恢復通車
  - 4月6日 - 三陸鐵道北谷灣線全線恢復通車
  - 6月4日 - Super Eco Ship貨客船「橘丸」竣工
- 2015年（平成27年）
  - 3月14日 - 北陸新幹線長野 - 金澤通車
  - 3月20日 - Super Eco Ship第25號船 旅客渡輪「第二櫻島丸」竣工
  - 12月6日 - 仙台市地下鐵東西線八木山動物公園 - 荒井通車
- 2016年（平成28年）
  - 3月26日 - 北海道新幹線新青森 - 新函館北斗通車
  - 10月25日 - 出售JR九州股份（完全民營化）。
  - 11月18日 - 決定對JR東海中央新幹線建設提供3兆日圓融資。[5]
- 2017年（平成29年）
  - 3月31日 - 廢止鐵道建設本部制、廢止國鐵清算事業西日本支社

## 鐵道建設事務

### 都市鐵道
| 路線名稱        | 路線區間                 | 建設延長(km) | 營業延長(km) | 開業年月日     | 經營單位          | 種別   | 經營路線名稱 |
| --------------- | ------------------------ | ------------ | ------------ | -------------- | ----------------- | ------ | ------------ |
| 相鐵·JR直通線   | 西谷站－羽澤橫濱國大站間 | 2.7          | 2.1          | 2019年11月30日 | 相模鐵道          | 貨物線 | 相鐵新橫濱線 |
| 相鐵·東急直通線 | 羽澤橫濱國大站－日吉站間 | 10.0         |              | 2023年3月18日  | 相模鐵道 東急電鐵 |        | 東急新橫濱線 |